# Escut de Riudarenes
L'escut oficial de Riudarenes té el següent blasonament:
Escut caironat quarterat en sautor: al 1r, de sinople, una garba de blat d'or en pal, ressaltada d'una falç de sable posada en faixa; al 2n i al 3r, d'argent, tres faixes ondades d'atzur; al 4t, d'or, una cabra arrestada de sable i la bordura de peces de sable. Per timbre, una corona mural de vila.

## Història
El dia 25 de setembre de 2020, el Ple de l'Ajuntament de Riudarenes va acordar iniciar l'expedient d'adopció de l'escut heràldic del municipi. La direcció general d'Administració Local l'aprovava el 6 de maig de 2021 i al DOGC número 8.407, d'11 de maig, es publicava la resolució per la qual es donava la conformitat a la seva adopció.
L'escut incorpora una garba de blat amb una falç, en al·lusió al gran impacte que van tenir les revoltes de la Guerra dels Segadors a la localitat; tres faixes ondades, que representen les rieres que passen pel terme municipal, i les armes del Vescomtat de Cabrera, una cabra arrestada de sable sobre fons d'or amb bordura de peces de sable, atès que Riudarenes va esdevenir cap de batllia.